# Faridabad
Faridabad (Hindi: फ़रीदाबाद Farīdābād) ist mit 1,4 Millionen Einwohnern (Volkszählung 2011) die größte Stadt (Municipal Corporation) des indischen Bundesstaates Haryana. 

## Lage
Faridabad ist eine Satellitenstadt der Metropole Delhi und liegt gut 30 Kilometer südlich des Stadtzentrums von Delhi. Faridabad ist Verwaltungssitz des gleichnamigen Distrikts.

## Wirtschaft
Faridabad ist eine Industriestadt; hergestellt werden unter anderem Kühlschränke, Schuhe, Motorräder, Autozubehör und Traktoren.
In Faridabad gibt es auch ein SOS-Kinderdorf.

## Geschichte
Gegründet wurde die Stadt 1607 von Scheich Farid, dem Schatzmeister von Jahangir, um die durch das Areal führende Straße zu schützen. Damals wurden ein Fort, ein Wasserbecken und eine Moschee erbaut, welche heute nur noch als Ruinen existieren.
Ab 1949 wurde die Stadt von Tausenden Flüchtlingen (infolge der Teilung des Subkontinents 1947) unter der Bauleitplanung des aus Deutschland emigrierten Architekten Otto Königsberger in Zusammenarbeit mit dem Architekten Parmeshwari Lal Verma als Self-Help-City gebaut. Günstig und schnell konnten die neuen Bewohner sich selbst Wohnquartiere erstellen. Neben Faridabad wurde auch Gandhidham als neue Stadt von Königsberger als Self-Help-City und Self-Build-City entwickelt.

## Persönlichkeiten
- Sonu Nigam (* 1973), Musiker und Sänger

## Klima
Das Klima in Faridabad wird als lokales Steppenklima bezeichnet. In den Monsunmonaten Juli, August und September fallen die meisten Niederschläge. Der durchschnittliche Jahresniederschlag beträgt 604 mm. Die Jahresmitteltemperatur liegt bei 25,2 °C.
|                       | Jan  | Feb  | Mär  | Apr  | Mai  | Jun  | Jul  | Aug  | Sep  | Okt  | Nov  | Dez  |   |      |
| Mittl. Tagesmax. (°C) | 21,4 | 24,1 | 30,4 | 36,4 | 40,7 | 39,9 | 35,3 | 33,5 | 34,0 | 33,1 | 28,8 | 23,5 | ⌀ | 31,8 |
| Mittl. Tagesmin. (°C) | 7,4  | 10,1 | 15,1 | 20,9 | 26,4 | 28,6 | 27,1 | 26,0 | 24,5 | 18,7 | 11,8 | 8,0  | ⌀ | 18,8 |
|                       |      |      |      |      |      |      |      |      |      |      |      |      |   |      |
| Niederschlag (mm)     | 17   | 6    | 12   | 3    | 6    | 31   | 184  | 188  | 118  | 31   | 3    | 5    | Σ | 604  |

| 7,4 |

| 10,1 |

| 15,1 |

| 20,9 |

| 26,4 |

| 28,6 |

| 27,1 |

| 26,0 |

| 24,5 |

| 18,7 |

| 11,8 |

| 8,0 |

| 7,4 |

| 10,1 |

| 15,1 |

| 20,9 |

| 26,4 |

| 28,6 |

| 27,1 |

| 26,0 |

| 24,5 |

| 18,7 |

| 11,8 |

| 8,0 |